# Первое сражение за Малогощ
Первое сражение за Малогощ (польск. Bitwa pod Małogoszczem) — бой 12(24) февраля 1863 между русскими войсками и польскими повстанцами во время восстания 1863 года.

## Предыстория
К 9 (21) февраля 1863 года все крупные отряды повстанцев (Езёраньского, Куровского, Лангевича)  соединились у Малогоща, под общим начальством Лангевича. Последний рассчитывал образовать здесь опорный пункт для накопления материальной и живой силы. Общее число повстанцев доходило до 3 тыс. человек. Русские войска к тому времени разделились на три группы, занимая Кельцы (полк. Ченгеры), Хенцины (подплк. Добровольский) и Ендржеев (майор Голубов). 
Начальниками отрядов решено было атаковать противника 12 (24) февраля. Повстанцы у Малогоща разместились следующим образом: отряд самого Лангевича располагался в самом селении, отряд Езёраньского занимал вершину с кладбищем, остальные польские части — между ними. Атаку Малогоща было решено произвести с трёх сторон, колонна Ченгерого (3 роты Смоленского полка, 2 орудия, 1 эскадрон драгун) должна была атаковать селение с севера, колонна Добровольского (3 роты Могилёвского полка, 2 орудия, 1 эскадрон) с юго-восточной стороны, колонна Голубова (3 роты Галицкого полка) с юга. Таким образом, направление 2/3 русских сил на сообщения противника югом при удачной атаке отбрасывало его на северо-восток на Келецкий гарнизон или же на запад к Ченстохову, тоже занятому русскими войсками.

## Бой
В 10 часов утра 12 (24) февраля 1863 года подполковник Добровольский со совоим отрядом переправился через Лосну. Для Лангевича наступление было неожиданностью, приходилось наскоро отдавать распоряжения о занятии позиций. На высотах к востоку от Малогоща расположились стрелки батальона Гродзинского, имея в резерве за соплением косиньеров. Восточная лесистая возвышенность была занята батальоном Чаховского, а оборона самого Малогоща была возложена на пехоту Лангевича, кавалерия которого (ок. 300 всадников) встала между ним и войсками Гродзинского. На кладбище были оставлены артиллерия (2 ор.) и кавалерия Езёраньского.

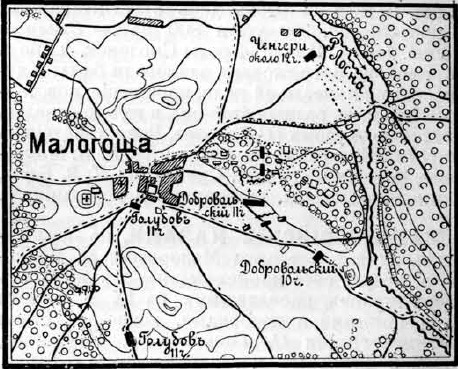
Карта боя

Добровольский под прикрытием огня рассыпавшихся казаков и драгун начал строить боевой порядок. Одновременно с этим с дистанции 700 сажен был открыт артиллерийский огонь, вправо от артиллерии был рассыпан стрелковый взвод с резервом за правым флангом. Остальные взводы линейных рот построились в колонны позади цепи. Очищая фронт, казаки расположились на правом фланге фронтом к опушке, занятой противником, а драгуны — за лесом. Заходя левым плечом и переменным фронтом, Добровольский пошёл в наступление против батальона Гродзинского. Противник подпустил его на 300 шагов, после чего батальон Гродзинского перешёл в атаку, но, не выдержав гранатного огня, принуждён был повернуть назад. В это время фланговый огонь со стороны лесной опушки (справа) заставил Добровольского остановить наступление и рассыпать полвзвода против засевшего там противника. Таким образом, в этот момент отряд Добровольского был окружён повстанцами с трёх сторон, но они не воспользовались этим моментом. Это можно объяснить только отсутствием у них общего управления боем.
Ожидая, что колонна Голубова к 11 часам подойдёт к полю сражения, Добровольский в 10 с половиной часов решил снова атаковать среднюю группу противника, не считаясь с присутствием у него на фланге пехоты Лангевича. В силу этого приказа отряду Голубова пришлось непосредственно после марша атаковать Малогощ. Энергичное наступление в связи с тем, что деревня не была приспособлена к обороне, а также начавшиеся в ней пожары заставили противника очистить Малогощ; все побежали. После преследования на поле сражения отступавшего противника, Голубов пристроился к левому флангу Добровольского. В это время 1-й роте могилёвского полка удалось сбить с вершины батальон Гродзинского и принудить его к бегству по дороге. Езиоранский приказал своей кавалерии произвести атаку, которая была отбита с большим уроном. Однако она позволила повстанцам отступить с поля сражения и более спокойно организовать переправу на другой берег Лосны. Прикрытие отступающих войск противника было возложено на арьергард Чаховского, который с 2 орудиями, занимая позицию на гребне лесистой горы, завязал перестрелку с отрядом Добровольского. Было уже около 12 часов дня, когда Ченгеры, опоздавший на два часа, подошёл к полю сражения. Заметив противника, сгруппировавшегося у переправы, он открыл по нему артиллерийский огонь, а также в тыл арьергарда Чаховского. В то же время Добровольский решил атаковать лесистую гору, занятую частями Чаховского. 1-я стрелковая рота овладела гребнем горы, захватив орудия и перебив прислугу и часть прикрытия. Противник в беспорядке бросился к реке.
После боя Ченгеры занял Малогощ. Русские потери для такого крупного сражения были незначительны, всего 5 убитых, 1 умерший от ран, и 28 раненых, у противника 300 убитых, 500 раненых и 300 пленных.